# Stenoma epicta
Stenoma epicta es una especie de polilla del género Stenoma, orden Lepidoptera.
Fue descrita científicamente por Walsingham en 1912.

## Distribución
Se distribuye por México.